# Binków
Binków – część miasta, osiedle w Bełchatowie położone w południowo-wschodniej części miasta. Dawniej jedna z podmiejskich wsi, włączona w granice administracyjne miasta w 1977 roku. 
Na terenie osiedla znajduje się nowy kościół parafii pod wezwaniem Miłosierdzia Bożego, szkoła podstawowa nr 12 im. Kornela Makuszyńskiego oraz hipermarket sieci Kaufland. Główna ulica - oś kompozycyjna osiedla to ulica Witolda Budryka oraz Walerego Goetla.
Osiedle składa się z dwóch części: pierwsza to starsza część z wielokondygnacyjną zabudową z lat 80. i 90. XX wieku, druga zaś powstaje na obrzeżach pierwszej i jest to zabudowa szeregowa lub domy jednorodzinne. 
Nazwy większości ulic to nazwy związane z górnictwem: patronami ulic są np. Święta Barbara i Stanisław Staszic, wiele nazw pochodzi od minerałów i kamieni szlachetnych i półszlachetnych (np. ul. Węglowa, Antracytowa, Kredowa, Solna, Opalowa, Brylantowa.
Z inicjatywy członków zrzeszonych w klubie baseballowym KSSP, na osiedlu Binków planowana jest budowa boiska do baseballu.